# Saint-Antonin-Noble-Val
Saint-Antonin-Noble-Val è un comune francese di 1 870 abitanti situato nel dipartimento del Tarn e Garonna nella regione dell'Occitania.

## Altri progetti

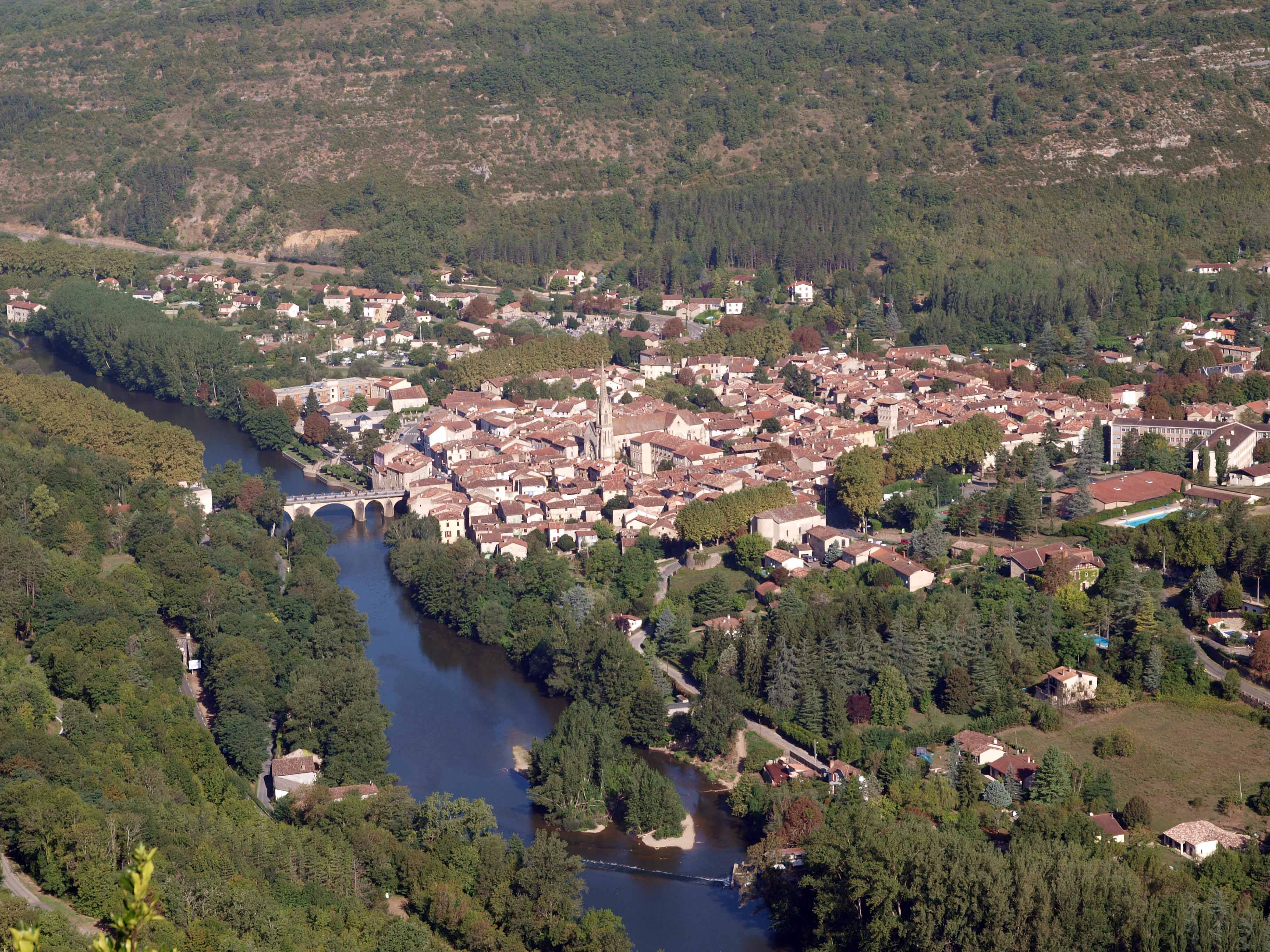
Panorama

## Società

### Evoluzione demografica
Abitanti censiti